# Leichtathletik-Europameisterschaften 1966/5000 m der Männer

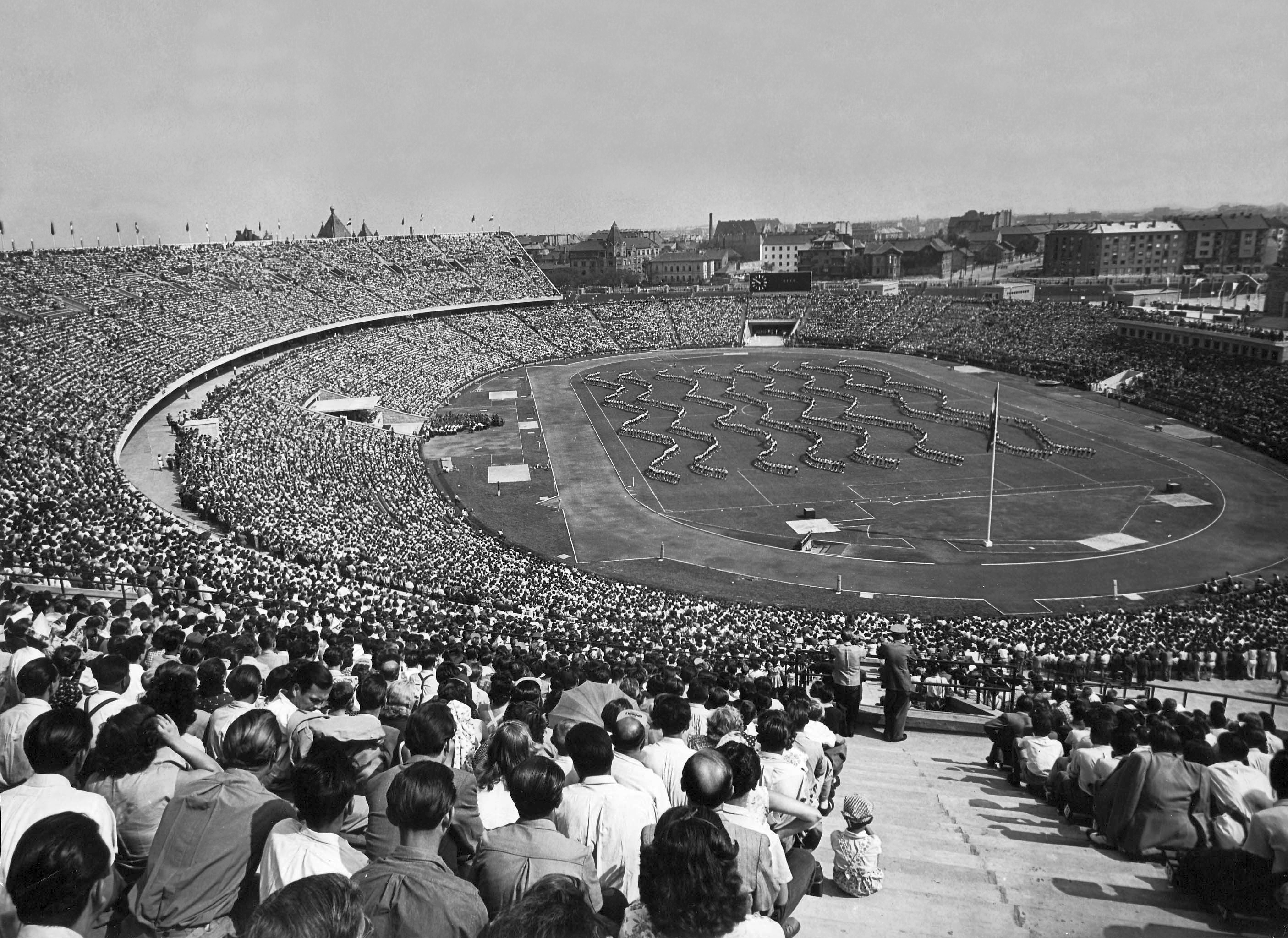
Das Népstadion bei einer Veranstaltung im Jahr 1953

Der 5000-Meter-Lauf der Männer bei den Leichtathletik-Europameisterschaften 1966 wurde am 2. und 4. September 1966 im Budapester Népstadion ausgetragen.
Europameister wurde der Franzose Michel Jazy – drei Tage zuvor Vizeeuropameister über 1500 Meter. Er gewann vor dem bundesdeutschen Olympiazweiten von 1964 Harald Norpoth, der hier in Budapest Bronze über 1500 Meter gewonnen hatte. Den dritten Rang belegte der DDR-Läufer Bernd Dießner.

## Rekorde

### Bestehende Rekorde
| Weltrekord           | 13:16,6 min | Ron Clarke            | Stockholm, Schweden     | 5. Juli 1966    |
| Europarekord         | 13:27,6 min | Michel Jazy           | Helsinki, Finnland      | 30 Juni 1965    |
| Meisterschaftsrekord | 13:53,4 min | Zdzisław Krzyszkowiak | EM Stockholm, Schweden  | 23. August 1958 |
| Meisterschaftsrekord | 13:53,4 min | Peter Kubicki         | EM Belgrad, Jugoslawien | 13. August 1962 |
| Meisterschaftsrekord | 13:53,4 min | Pjotr Bolotnikow      | EM Belgrad, Jugoslawien | 13. August 1962 |

### Rekordverbesserungen
Bei diesen Europameisterschaften wurde der bestehende EM-Rekord zweimal verbessert. Außerdem gab es einen neuen Landesrekord.
- Meisterschaftsrekorde:
  - 13:49,4 min – Jean-Luc Salomon (Frankreich), erster Vorlauf am 2. September
  - 13:42,8 min – Michel Jazy (Frankreich), Finale am 4. September
- Landesrekord:
  - 13:51,4 min – Manuel de Oliveira (Portugal), erster Vorlauf am 2. September

## Vorrunde
2. September 1966
Die Vorrunde wurde in drei Läufen durchgeführt. Die ersten fünf Athleten pro Lauf – hellblau unterlegt – qualifizierten sich für den Endlauf.

### Vorlauf 1

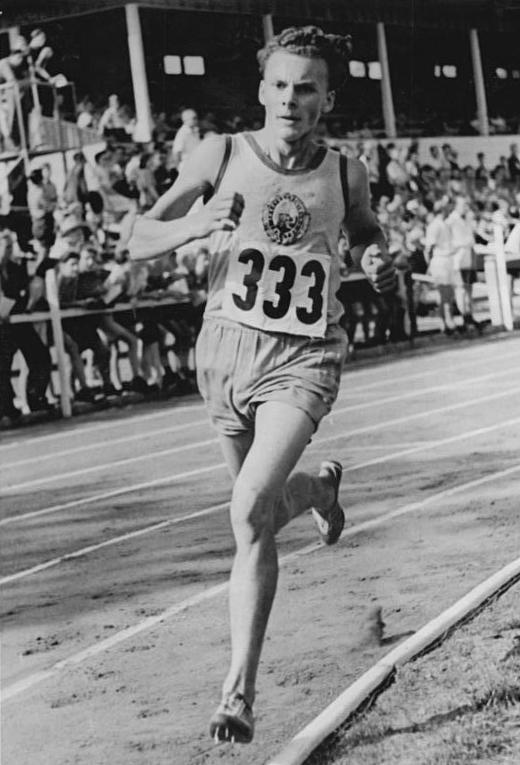
Siegfried Herrmann – ausgeschieden als Siebter des ersten Vorlaufs
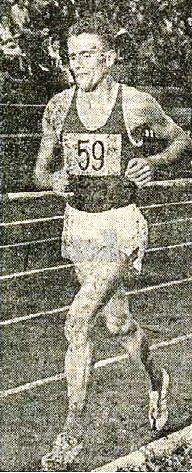
Als Achter seines Vorlaufs erreichte Franc Červan nicht das Finale

| Platz | Name               | Nation         | Zeit (min) |
| ----- | ------------------ | -------------- | ---------- |
| 1     | Jean-Luc Salomon   | Frankreich     | 13;49,4 CR |
| 2     | Harald Norpoth     | BR Deutschland | 13:50,2    |
| 3     | Lajos Mecser       | Ungarn         | 13:50,2    |
| 4     | Edward Stawiarz    | Polen          | 13:50,8    |
| 5     | Manuel de Oliveira | Portugal       | 13:51,4 NR |
| 6     | Dick Taylor        | Großbritannien | 13:54,8    |
| 7     | Siegfried Herrmann | DDR            | 13:57,8    |
| 8     | Franc Červan       | Jugoslawien    | 14:00,0    |
| 9     | Renzo Finelli      | Italien        | 14:10,0    |

### Vorlauf 2

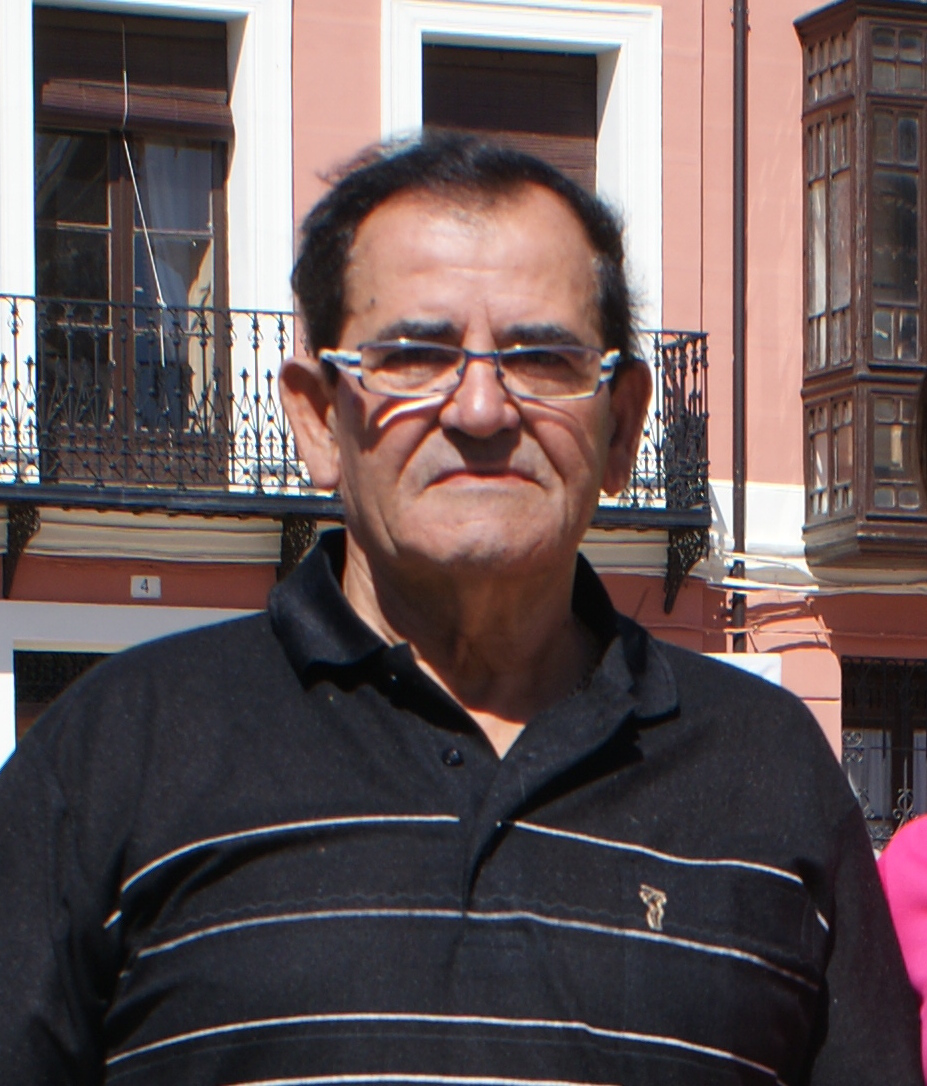
Mariano Haros siebter Platz im zweiten Vorlauf reichte nicht für die Finalteilnahme

| Platz | Name               | Nation         | Zeit (min) |
| ----- | ------------------ | -------------- | ---------- |
| 1     | Jürgen Haase       | DDR            | 13:59,0    |
| 2     | István Kiss        | Ungarn         | 13:59,6    |
| 3     | Gennadi Klistows   | Sowjetunion    | 13:59,8    |
| 4     | René Kilburg       | Luxemburg      | 13:59,8    |
| 5     | Eugène Allonsius   | Belgien        | 14:00,0    |
| 6     | Hans Gerlach       | BR Deutschland | 14:00,6    |
| 7     | Mariano Haro       | Spanien        | 14:07,2    |
| 8     | No Opdenoordt      | Niederlande    | 14:09,8    |
| 9     | Andrei Barabaş     | Rumänien       | 14:14,0    |
| 10    | Thor Helland       | Norwegen       | 14:23,2    |
| 11    | Tim Briault        | Großbritannien | 14:28,6    |
| 12    | Czesław Kołodyński | Polen          | 14:41,4    |

### Vorlauf 3

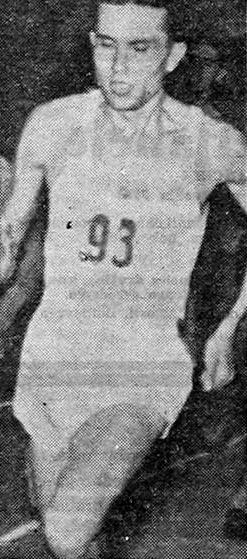
Wie auch über 1500 Meter schaffte es Simo Važić nicht ins Finale

| Platz | Name              | Nation         | Zeit (min) |
| ----- | ----------------- | -------------- | ---------- |
| 1     | Michel Jazy       | Frankreich     | 13:54,8    |
| 2     | Derek Graham      | Großbritannien | 13:55,0    |
| 3     | Bernd Dießner     | DDR            | 13:55.0    |
| 4     | Werner Girke      | BR Deutschland | 13:55,4    |
| 5     | Bengt Nåjde       | Schweden       | 13:55,8    |
| 6     | György Kiss       | Ungarn         | 13:57,0    |
| 7     | Simo Važić        | Jugoslawien    | 13:57,8    |
| 8     | Anatoli Makarow   | Sowjetunion    | 13:58,6    |
| 9     | Tom O’Riordan     | Irland         | 14:12,4    |
| 10    | Henryk Piotrowski | Polen          | 14:26,4    |
| 11    | Muharrem Dalkılıç | Türkei         | 14:45,6    |

## Finale

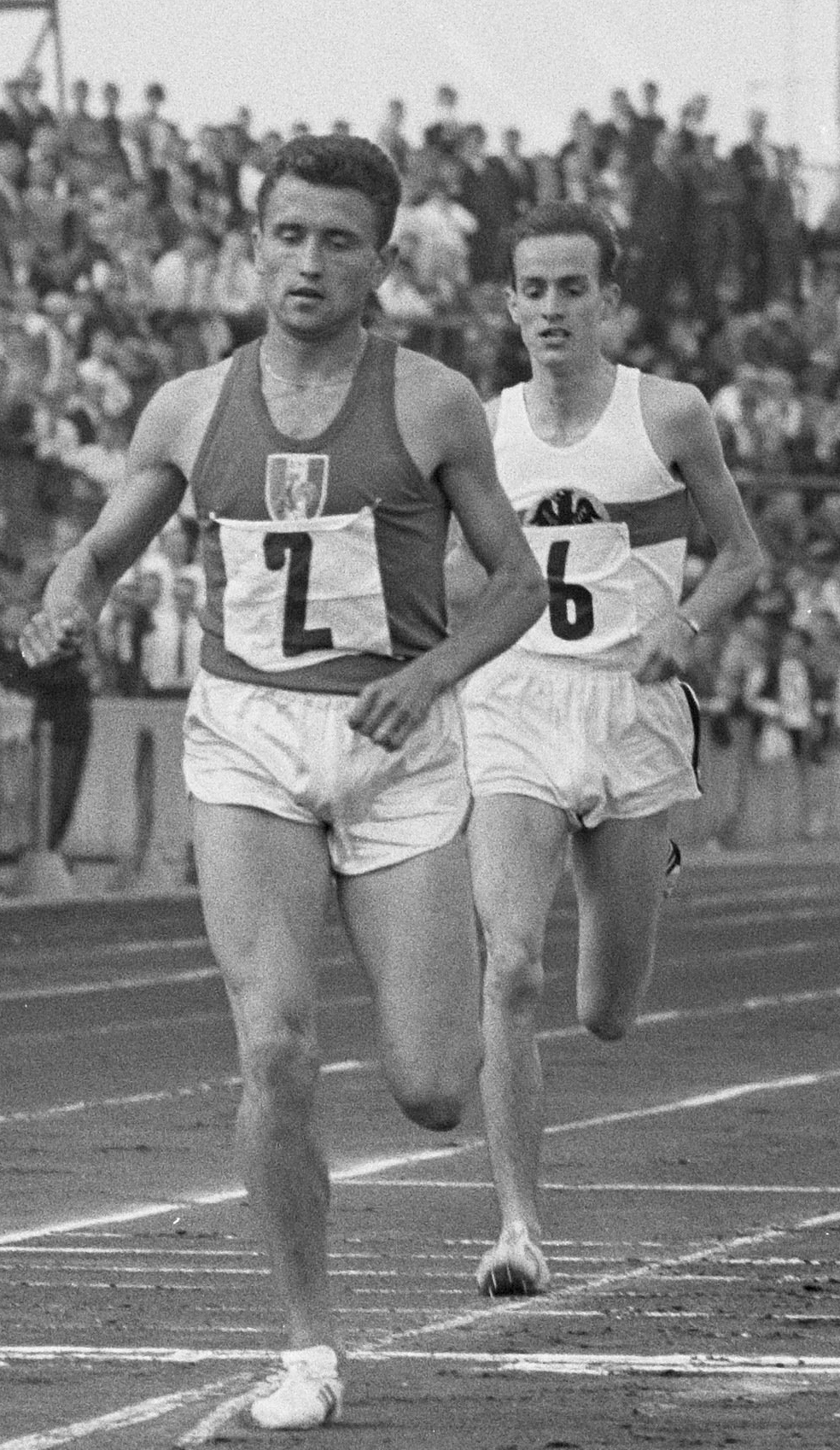
Europameister Michel Jazy (in führender Position) und Vizeeuropameister Harald Norpoth in einem Rennen des Jahres 1963
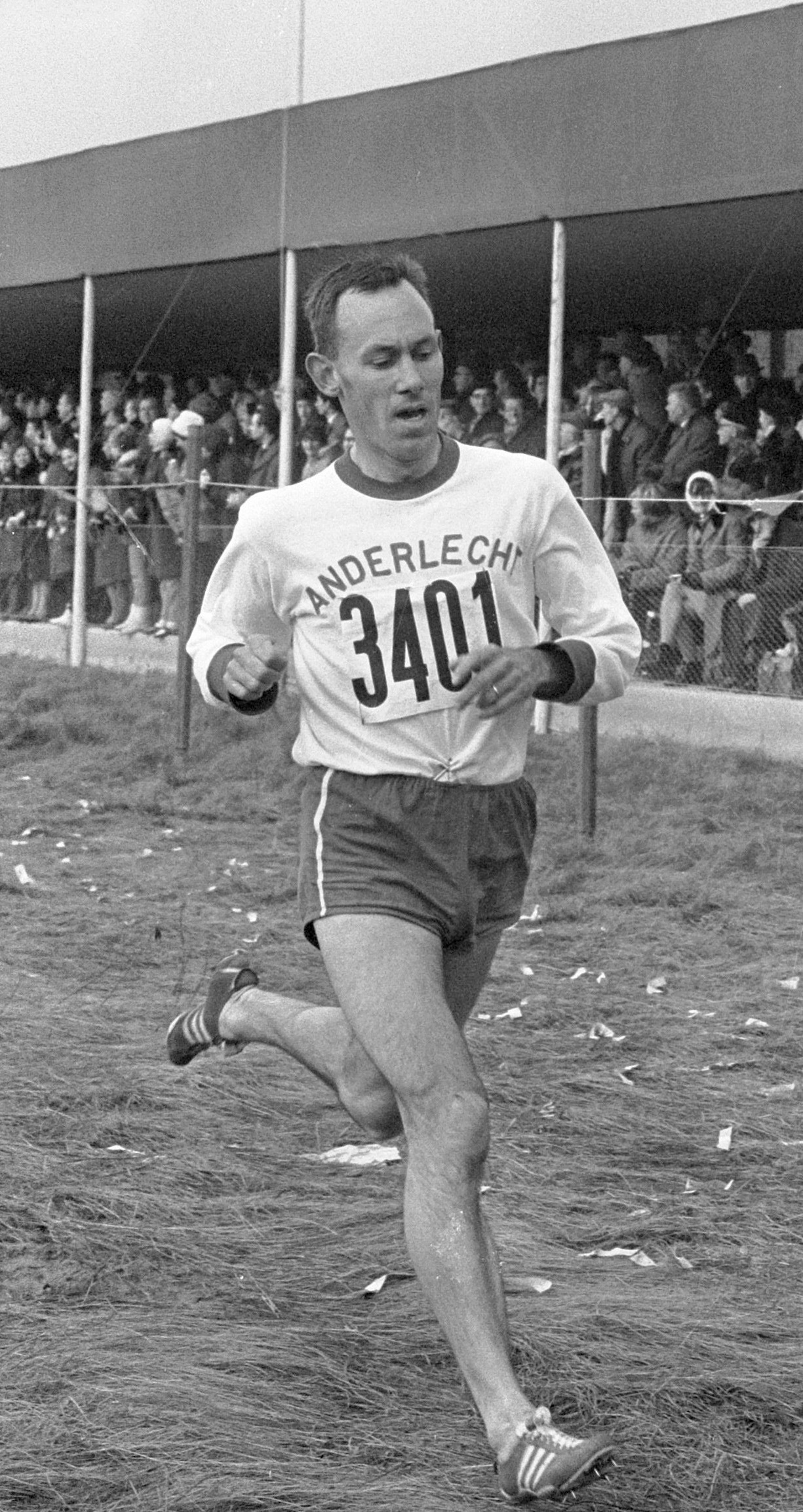
Eugène Allonsius, Neunter über 1500 Meter, kam auf den fünfzehnten Platz

4. September 1966, 16.15 Uhr
| Platz | Name               | Nation         | Zeit (min) |
| ----- | ------------------ | -------------- | ---------- |
| 1     | Michel Jazy        | Frankreich     | 13:42,8 CR |
| 2     | Harald Norpoth     | BR Deutschland | 13:44,0    |
| 3     | Bernd Dießner      | DDR            | 13:47,8    |
| 4     | Derek Graham       | Großbritannien | 13:48,0    |
| 5     | Lajos Mecser       | Ungarn         | 13:48,0    |
| 6     | Bengt Nåjde        | Schweden       | 13:48,2    |
| 7     | István Kiss        | Ungarn         | 13:48,2    |
| 8     | Jean-Luc Salomon   | Frankreich     | 13:52,0    |
| 9     | Manuel de Oliveira | Portugal       | 13:52,6    |
| 10    | Werner Girke       | BR Deutschland | 13:53,2    |
| 11    | Jürgen Haase       | DDR            | 13:55,6    |
| 12    | Edward Stawiarz    | Polen          | 13:56,4    |
| 13    | Gennadi Klistows   | Sowjetunion    | 14:00,0    |
| 14    | René Kilburg       | Luxemburg      | 14:06,2    |
| 15    | Eugène Allonsius   | Belgien        | 14:19,4    |

## Video
- European Athletics Championships (1966), Bereich: 0:00 min bis 1:39 min, youtube.com, abgerufen am 15. Juli 2022